# Bogumił Staniszewski

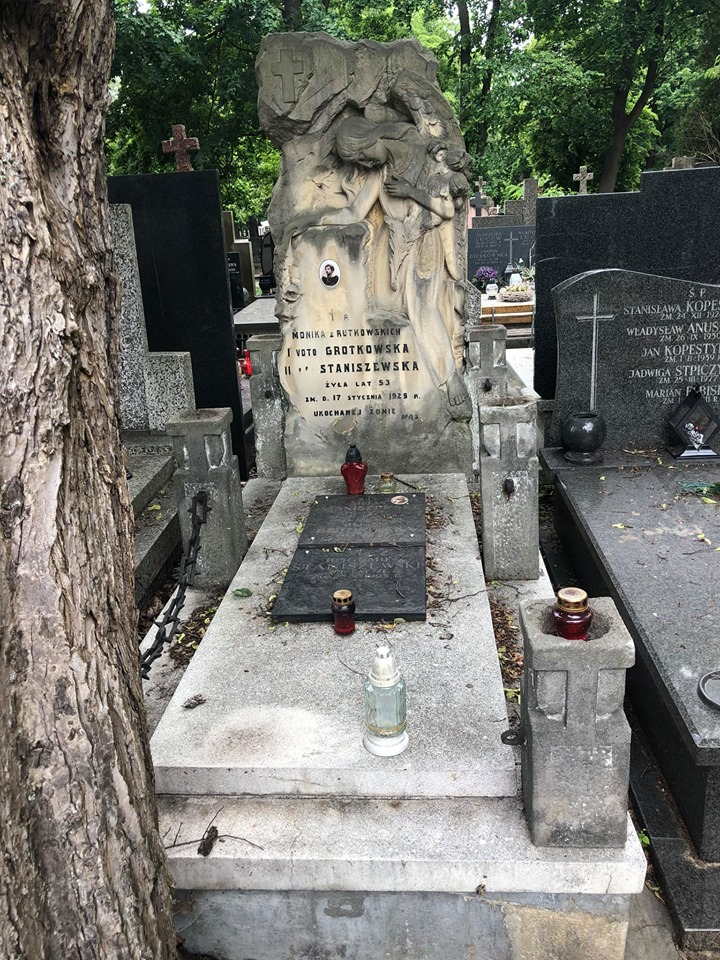
Grób Bogumiła Staniszewskiego na cmentarzu Bródnowskim w Warszawie

Bogumił Edward Staniszewski (ur. 18 kwietnia 1924 w Warszawie, zm. 23 maja 1995 w Palm Beach, USA) – polski mechanik, specjalista w zakresie energetyki cieplnej, członek rzeczywisty Polskiej Akademii Nauk, doktor honoris causa Politechniki Łódzkiej.

## Życiorys
Urodził się w rodzinie Edwarda Staniszewskiego i Stefanii z Grotkowskich. Uczęszczał do Gimnazjum im. Tadeusza Reytana, po wybuchu II wojny światowej kontynuował naukę i w 1942 ukończył Państwową Szkołę Techniczno-Mechaniczną, następnie uczęszczał na konspiracyjne kursy Państwowej Wyższej Szkoły Technicznej. Po upadku powstania warszawskiego został uwięziony i wywieziony na roboty, z których powrócił w lipcu 1945.
Po zakończeniu wojny kontynuował naukę na Wydziale Mechanicznym Politechniki Łódzkiej, w 1947 uzyskał dyplom ukończenia. Od 1946 do 1948 był konstruktorem Zakładach Silników Spalinowych w Łodzi, w tym czasie rozpoczął pracę jako wykładowca na Politechnice Łódzkiej, gdzie był starszym asystentem w kierowanej przez prof. Bohdana Stefanowskiego Katedrze Techniki Cieplnej.
W 1949 razem z prof. Stefanowskim przeniósł się do Katedry Teorii Maszyn Cieplnych Politechniki Warszawskiej. Od stycznia 1954 do 1961 równocześnie pracował w Zakładzie Termoenergetyki Polskiej Akademii Nauk. W 1957 obronił doktorat i uzyskał stopień kandydata nauk technicznych, na następnie wyjechał na staż naukowy w Instytucie Energetycznym w Moskwie. W latach 1958–1959 przebywał na kolejnym stażu w Massachusetts Institute of Technology w Stanach Zjednoczonych, w marcu 1960 habilitował się.
W 1961 roku został docentem i po przechodzącym w stan spoczynku prof. Stefanowskim przejął kierownictwo katedry. W 1963 należał do inicjatorów powstania Instytutu Techniki Cieplnej PW, gdzie objął funkcję zastępcy dyrektora ds. nauki, od 1968 kierował całym Instytutem. W 1966 został mianowany profesorem nadzwyczajnym, a w 1971 profesorem zwyczajnym. Równocześnie po likwidacji katedr w 1970 był przez cztery lata kierownikiem Zakładu Termodynamiki, Katedry Teorii Maszyn Cieplnych, a także kierował Zakładem Termodynamiki w Instytucie Techniki Cieplnej Wydziału Mechanicznego Energetyki i Lotnictwa PW. W latach 1969–1974 był prorektorem ds. nauki, zorganizował studia doktoranckie i rozwinął współpracę międzynarodową.
Od 1969 był członkiem korespondentem, a od 1980 członkiem rzeczywistym Polskiej Akademii Nauk. Pracując równocześnie w Instytucie Podstawowych Problemów Techniki PAN, zorganizował w 1978 Pracownię Odnawialnych Źródeł Energii. Od 1982 był członkiem Towarzystwa Naukowego Warszawskiego. Pełnił funkcję eksperta ONZ do spraw energetyki, w maju 1988 otrzymał godność doktora honoris causa Politechniki Łódzkiej. Trzykrotnie przebywał w Stanach Zjednoczonych na University of Delaware oraz na University of Texas w Arlington. W 1990 przeszedł na emeryturę i zamieszkał w Stanach Zjednoczonych.
Zmarł 23 maja 1995 w Palm Beach, pochowany 1 września 1995 na cmentarzu Bródnowskim w Warszawie (kwatera 9B-1-15). 

## Działalność naukowa
Bogumił Staniszewski prowadził badania w zakresie termodynamiki, chłodnictwa, energetyki, zjawisk termoelektrycznych oraz teoretycznej i doświadczalnej wymiany ciepła, był kontynuatorem prac prof. Bohdana Stefanowskiego i w środowisku naukowym uchodził za jego następcę. Był autorem licznych prac z zakresu termodynamiki, chłodnictwa, budowy chłodziarek termoelektrycznych, a także monografii i podręczników akademickich.

## Ordery i odznaczenia
- Krzyż Komandorski Orderu Odrodzenia Polski (1985)
- Krzyż Kawalerski Orderu Odrodzenia Polski (1973)
- Złoty Krzyż Zasługi (1970)
- Medal 10-lecia Polski Ludowej (19 stycznia 1955)[5]

## Upamiętnienie
Jego imieniem nazwano audytorium Instytutu Techniki Cieplnej Politechniki Warszawskiej, a w hallu instytutu wmurowano tablicę pamiątkową.